# Leopoldo Parodi Delfino
Pour les articles homonymes, voir Parodi et Delfino.
Leopoldo Parodi-Delfino (olim Delfino) (né le 5 octobre 1875 à Milan et décédé le 3 novembre 1945 à Arcinazzo Romano), surnommé «Le Sénateur de Fer», était un homme d'affaires, banquier, industriel et homme politique italien (sénateur du royaume d'Italie de 1939 à 1944), considéré comme l'une des figures les plus marquantes de l'industrialisation italienne au début du XXe siècle.

## Biographie

### Origines et formation
Leopoldo-Gerolamo Delfino était le second des six enfants de Carlo-Giuseppe Delfino et Marina Parodi, issue d'une ancienne famille de la noblesse de Gênes et Savone établie à partir du siècle précédent à Ovada, (qui faisait alors partie du Duché de Gênes), et à la moitié du XIXe siècle à Milan, où sont nés plusieurs cousins et tous les enfants du mariage. Marié à sa cousine germaine, Carlo-Giuseppe est désigné héritier universel de leur arrière-grand-père, qui lui impose en contrepartie l'adoption du patronyme Parodi pour lui-même et sa descendance en 1892 (quand Leopoldo avait 17 ans).
Leopoldo, qui parlait couramment allemand, suit des études supérieures de chimie industrielle à l'école Polytechnique de Zurich et poursuit à l'université de Leipzig, puis à l'université de Breslau en Allemagne (aujourd'hui Wrocław en Pologne).

### Carrière professionnelle
Après avoir travaillé dans la distillerie familiale de Monferrato, en 1902 (à 27 ans) il commence sa carrière individuelle en créant sa propre distillerie, la société "Fabbrica Nazionale Alcoli Leopoldo Parodi-Delfino", dont le siège était implanté à Milan et les ateliers à Savone. Il réussit fort bien dans les affaires au point de créer, en 1904, dans la province de Ferrare, la "Società Anonima Distilleria Nazionale" pour l’alcool de mélasse et, en 1905, à Milan, la "Società Distilleria Italiane" qui rachètera plus de 20 établissements dans toute l'Italie. Leopoldo Parodi-Delfino en sera le président pendant presque 10 ans.
Il fonde également une usine d'explosifs dans les Monts Lépins en anticipation des conflits avec la France autour de la question libyenne. En 1907, le jeune entrepreneur rachète les établissements vinicoles "Florio" de Marsala, en Sicile et en 1909, participe activement à la création de la société d'émaillage "Smalterie Italiane", dont il fut longtemps le président. 
En 1912, avec Giovanni Bombrini, sénateur et homme d'affaires comme lui, il crée à Colleferro, près de Rome, la société Bombrini-Parodi-Delfino-BPD, entreprise spécialisée dans la chimie et la défense (poudres et explosifs). La société contribuera de manière très marquée au développement de cette commune essentiellement rurale. Lorsque son associé décède en 1924, il rachète à ses héritiers la totalité de leurs parts et en devient le seul actionnaire.
En 1924, il crée la "Società Mediterranea di Elettricità" et rachète la "Société des Mines de Selenitza" en Albanie où il apporte les techniques modernes d'exploitation des mines de bitume, produit qui connaîtra, grâce à lui, une large diffusion mondiale pour la construction des routes et les étanchéités en asphalte.
Dans le cadre de la forte présence italienne en Équateur, il crée en 1921 le "Banco Italiano de Guadajaquil" dont il sera le président, ainsi qu'une trentaine de sociétés industrielles et commerciales dans le but de développer le pays. Tous ses efforts sont brutalement arrêtés en 1937 avec l'intervention américaine dans le pays.

### 1939-1944: Sénateur
Le 9 août 1939, il est nommé sénateur, sous le régime fasciste de Mussolini. Il est membre de la commission des finances du 23 janvier 1940 au 5 août 1943. Il quitte définitivement l'Assemblée le 7 août 1944. Il lui sera fait un procès, au lendemain de la Seconde Guerre mondiale pour avoir, "par son action et ses votes au Sénat, maintenu le fascisme au pouvoir et rendu possible le déclenchement de la guerre...".

### Décès et révélations
Leopoldo Parodi-Delfino décède le 3 novembre 1945 a Rome, sans commémoration. Car il fut décidé, après la libération, que tout sénateur italien décédé après le 17 mai 1940, et toujours en activité à partir de cette date, n'aurait pas droit à une commémoration à l'Assemblée.
Une enquête menée par la Cour de Justice pour les sanctions contre le fascisme en 1947 a révélé que qu'il avait fourni des armes et des explosifs aux partisans dans les dernières années de la guerre, fabriqués illégalement a la BDP, et que les Allemands, au courant de ses activités, «ont perquisitionné son domicile pour l'arrêter et, à défaut de le capturer, ont menacé sa femme et mis un de ses frères en détention.»

## Prix et honneurs
- 1913 : Chevalier de l'ordre de la Couronne d'Italie
- 1937 : Cavaliere del Lavoro
- Commandeur de l'ordre de Saint-Grégoire-le-Grand

## Vie privée
En 1907, Leopoldo Parodi-Delfino épouse Lucie Hennij, fille de Taco Hennij (ou Henny), gouverneur de l'île de Java et président de la cour d'appel d'Amsterdam, et Pauline von Barnau-Sytjoff. Ils résideront d'abord à Milan puis à Rome et auront ensemble cinq enfants : Paolo, Carla (épouse du prince Alvaro d'Orléans, duc de Galliera), Gerardo, Elena (épouse de Francesco Serra, 10e duc di Cassano et marquis Serra) et Marina (dite Donna Mimosa),